# Morales de Valverde
Morales de Valverde è un comune spagnolo di 237 abitanti situato nella comunità autonoma di Castiglia e León.